# Лейтенант-губернатор острова Мэн
Лейтенант-губернатор острова Мэн (мэн. Lhiass-chiannoort Vannin, англ. Lieutenant Governor of The Isle of Man) — официальный личный представитель британского монарха на острове Мэн. Он имеет право давать королевское согласие.
В последнее время лейтенант-губернатор являлся либо отставным дипломатом, либо старшим военным офицером. Ни один уроженец острова Мэн никогда не был назначен лейтенант-губернатором, хотя уроженцы острова первые димстеры (ex officio заместители губернаторов) временно брали на себя эту роль во время междуцарствия и в периоды, когда лейтенант-губернатор находился за пределами острова.
Официальной резиденцией губернатора является дом правительства острова Мэн.
В прошлом лейтенант-губернатор обладал судебной, финансовой и исполнительной властью на острове, и примерно в 1900 году он обладал большей властью, чем любой другой губернатор в Британской империи. Однако в 1921 году губернатор утратил свои прерогативы главы судебной системы, главы правительства в 1961 году, председателя законодательного совета в 1980 году и президента Тинвальда в 1990 году. Сегодня роль лейтенант-губернатора носит по существу церемониальный характер, хотя некоторые полномочия в соответствии с законодательством острова Мэн всё ещё принадлежат губернатору.

## Назначение
До 2010 года лейтенант-губернатор назначался короной по рекомендации группы экспертов, возглавляемой правительством Великобритании. В июле 2010 года правительство острова Мэн объявило, что следующий лейтенант-губернатор будет назначен по рекомендации местной коллегии, состоящей из главного министра, президента Тинвальда и первого димстера. Новая процедура была впервые проведена несколько месяцев спустя при выборе преемника Пола Хэддекса.
16 ноября 2010 года правительство острова Мэн объявило о назначении короной бывшего британского дипломата Адама Вуда следующим лейтенант-губернатором острова Мэн. Его срок полномочий должен был начаться 4 апреля 2011 года; он был официально приведён к присяге 7 апреля 2011 года в замке Рашен в Каслтауне.

## История
Исторически термины "губернатор", "лейтенант" (т. е. лейтенант короля или лорда Мэна) и "капитан" были синонимами. 

## Список губернаторов острова Мэн

### Капитаны и губернаторы острова Мэн (1595—1773)
| №  | Портрет | Имя                             | Должность                                       | Начало | Конец |
| -- | ------- | ------------------------------- | ----------------------------------------------- | ------ | ----- |
| 1  |         | Томас Гаррет (или Джеррард)     | Капитан                                         | 1595   | 1596  |
| 2  |         | Питер Лег                       | Капитан и губернатор                            | 1596   | 1639  |
| 3  |         | Ффулкс Ханкерс                  | Капитан и губернатор                            | 1639   | 1640  |
| 4  |         | Джон Гринхей                    | Капитан и губернатор                            | 1640   | 1660  |
| 5  |         | Роджер Новелл                   | Губернатор, генерал-капитан и главнокомандующий | 1660   | 1664  |
| 6  |         | Исаак Барроу                    | Губернатор                                      | 1664   | 1673  |
| 7  |         | Генри Новелл                    | Губернатор                                      | 1673   | 1677  |
| 8  |         | Генри Стэнли                    | Губернатор                                      | 1677   | 1678  |
| 9  |         | Роберт Хейвуд                   | Губернатор                                      | 1678   | 1690  |
| 10 |         | Роджер Кеньон                   | Губернатор                                      | 1690   | 1692  |
| 11 |         | Уильям Сачеверелл               | Губернатор                                      | 1693   | 1695  |
| 12 |         | Николас Санки                   | Губернатор                                      | 1695   | 1700  |
| 13 |         | Чарльз Зеденно Стэнли           | Генерал-губернатор и главнокомандующий          | 1702   | 1718  |
| 14 |         | Александр Хорн                  | Губернатор и главнокомандующий                  | 1718   | 1723  |
| 15 |         | Джон Ллойд                      | Губернатор                                      | 1723   | 1736  |
| 16 |         | Джеймс Мюррей, 2-й герцог Атолл | Губернатор и главнокомандующий                  | 1736   | 1744  |
| 17 |         | Патрик Линдесей                 | Губернатор и главнокомандующий                  | 1744   | 1751  |
| 18 |         | Бэзил Кокрейн                   | Губернатор и главнокомандующий                  | 1751   | 1761  |
| 19 |         | Джон Вуд                        | Губернатор, генерал-капитан и главнокомандующий | 1761   | 1773  |

### Лейтенант-губернаторы остова Мэн (1773—настоящее время)
| №  | Портрет | Имя                                     | Начало | Конец |
| -- | ------- | --------------------------------------- | ------ | ----- |
| 1  |         | Генри Хоуп                              | 1773   | 1775  |
| 2  |         | Ричард Доусон                           | 1775   | 1790  |
| 3  |         | Александр Шоу                           | 1790   | 1804  |
| 4  |         | Лорд Генри Мюррей                       | 1804   | 1805  |
| 5  |         | Корнелиус Смелт                         | 1805   | 1832  |
| 6  |         | Джон Рэйди                              | 1832   | 1845  |
| 7  |         | Чарльз Хоуп                             | 1845   | 1860  |
| 8  |         | Фрэнсис Конант                          | 1860   | 1863  |
| 9  |         | Генри Лох, 1-й барон Лох                | 1863   | 1882  |
| 10 |         | Спенсер Уолпол                          | 1882   | 1893  |
| 11 |         | Джозеф Риджуэй                          | 1893   | 1895  |
| 12 |         | Джон Хенникер, 1-й барон Хенникер       | 1895   | 1902  |
| 13 |         | Джордж Сомерсет, 3-й барон Реглан       | 1902   | 1919  |
| 14 |         | Уильям Фрай                             | 1919   | 1925  |
| 15 |         | Клод Хилл                               | 1925   | 1932  |
| 16 |         | Монтегю Батлер                          | 1932   | 1937  |
| 17 |         | Уильям Левесон-Гоуэр, 4-й граф Гренвиль | 1937   | 1945  |
| 18 |         | Джеффри Бромет                          | 1945   | 1952  |
| 19 |         | Эмброус Дандас                          | 1952   | 1959  |
| 20 |         | Рональд Гарви                           | 1959   | 1966  |
| 21 |         | Питер Сталлард                          | 1966   | 1974  |
| 22 |         | Джон Пол                                | 1974   | 1980  |
| 23 |         | Найджел Сесил                           | 1980   | 1985  |
| 24 |         | Лоуренс Нью                             | 1985   | 1990  |
| 25 |         | Лоуренс Джонс                           | 1990   | 1995  |
| 26 |         | Тимоти Даунт                            | 1995   | 2000  |
| 27 |         | Ян Макфадьен                            | 2000   | 2005  |
| 28 |         | Пол Хэддекс                             | 2005   | 2011  |
| 29 |         | Адам Вуд                                | 2011   | 2016  |
| 30 |         | Ричард Гозни                            | 2016   |       |